# Save Our Souls
『Save Our Souls』（セイブ・アワー・ソウルズ）は2002年9月26日に発売されたSkoop On Somebodyの通算5枚目のアルバム。初のアナログ盤も発売。

## 概要
『Key of Love』以来のオリジナルで、松尾潔をプロデューサーに迎えた。
当時同じプロデューサーであった関係から本作ではCHEMISTRYとのコラボレーションが実現している。
タイトルはS.O.S.（グループの愛称名）になるように考えられている。
『Key of Love』から本作までに発売されたシングルのうち「sha la la」、「潮騒」は企画盤『Nice'n Slow Jam』に前倒し収録されたため未収録となっている。
「a tomorrowsong」のみ松尾プロデュースではないため、ボーナス・トラックとして収録されている。
ボーナス・トラックの「You are so beautiful」（Joe Cockerのカバー）は本来収録予定ではなかったものの、TBSドラマ『ぼくが地球を救う』挿入歌として使用されたことで問合せが殺到。CD初回限定盤の特典CDとアナログ盤のみに収録。

## 収録曲
作詞:松尾潔・S.O.S.　作曲・編曲:S.O.S.（特記以外）

### CD初回限定盤

#### Disc1
1. Perfume Love
2. Tears of JOY (Extended Version)
3. Two of A Kind (S.O.S. meets CHEMISTRY)
  - 編曲：松浦晃久
4. TAKE's Interlude〜Discipline of S.O.S.〜
5. ぼくが地球を救う〜Sounds Of Spirit〜 (Album Mix)
  - 編曲:鷺巣詩郎
6. On the Red Carpet
  - 作詞：松尾潔
7. Long for You
  - 作詞：古内東子　編曲：松浦晃久
8. KO-HEY's Interlude〜Running of S.O.S.〜
  - 作詞：S.O.S.
9. これは恋じゃない
10. A Streetcar Called Desire
11. Circle's End
  - 作詞：松尾潔
12. My Hometown
13. KO-ICHIRO's Interlude〜Theme of S.O.S.〜
  - 作詞：S.O.S.
14. Save Our Souls
15. 8.13〜Anniversary〜
  - 作詞：S.O.S.
16. atomorrowsong （ボーナス・トラック）
  - 作曲・編曲:Face 2 fAKE

#### Disc2
1. You are so beautiful（ボーナス・トラック）
  - 作詞・作曲・編曲:Fisher Bruce Carlton & Preston Billy

### 通常盤CD
1. Perfume Love
2. Tears of JOY (Extended Version)
3. Two of A Kind (S.O.S. meets CHEMISTRY)
4. TAKE's Interlude〜Discipline of S.O.S.〜
5. ぼくが地球を救う〜Sounds Of Spirit〜 (Album Mix)
6. On the Red Carpet
7. Long for You
8. KO-HEY's Interlude〜Running of S.O.S.〜
9. これは恋じゃない
10. A Streetcar Called Desire
11. Circle's End
12. My Hometown
13. KO-ICHIRO's Interlude〜Theme of S.O.S.〜
14. Save Our Souls
15. 8.13〜Anniversary〜
16. atomorrowsong（ボーナス・トラック）

## 関連作品
- 「Second to None」 - CHEMISTRY